# Makrofagi

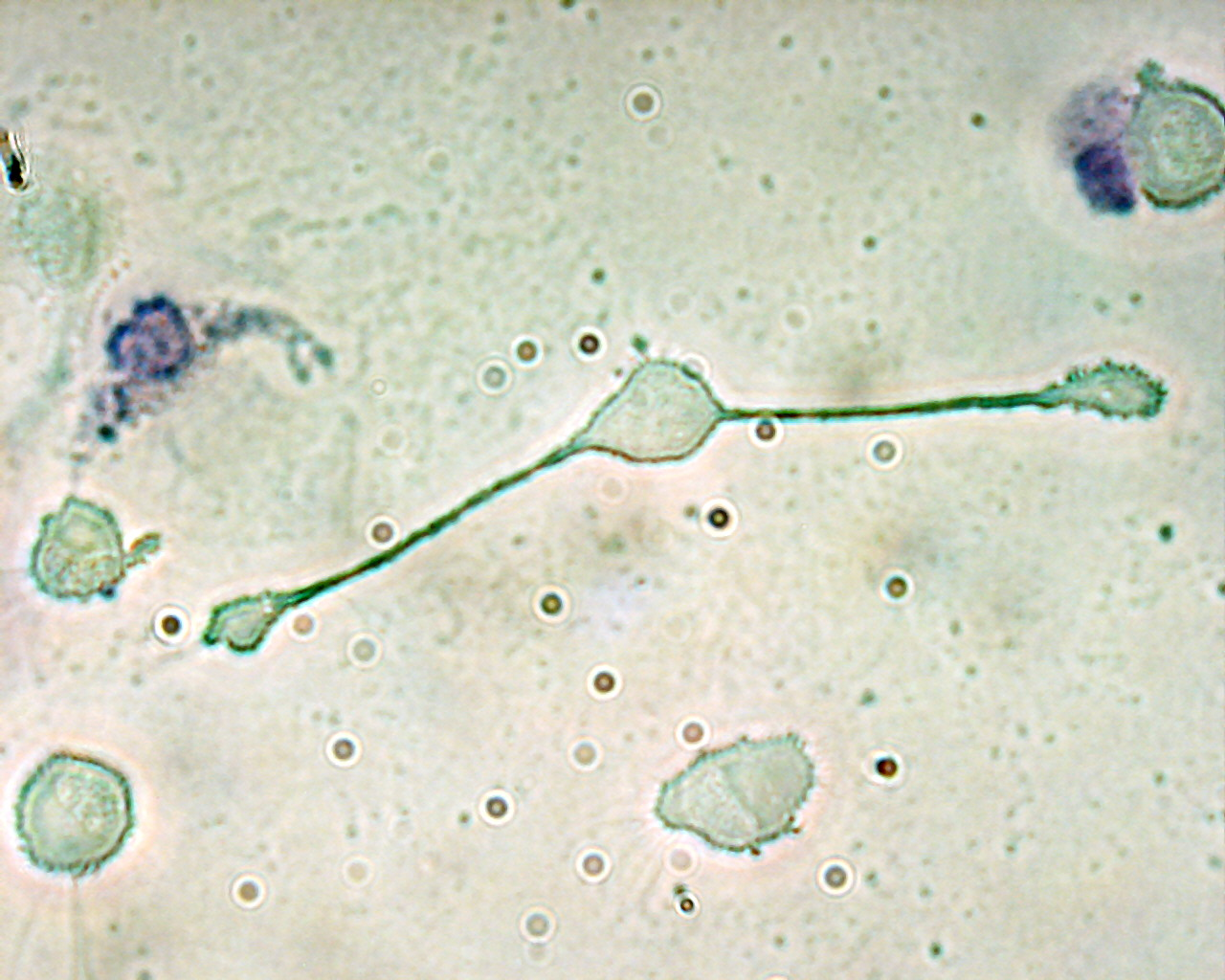
Makrofagi

Makrofagi – komórki fagocytujące, zaliczane do tkanki łącznej.

## Pochodzenie
Pochodzą z komórek szpiku kostnego, dokładniej zaś z monocytów, które powstają z komórek macierzystych hemopoezy. Z komórki takiej powstaje CFU-GEMM, tworząca dalej CFU-GM, a więc jednostka tworząca kolonie dla granulocytów i makrofagi. Na tym etapie drogi prowadzące do powstania tych rodzajów komórek rozdzielają się. Powstają CFU-M – monoblasty (z których powstaną monocyty) oraz CFU-G, które różnicują się do granulocytów. Te pierwsze różnicują do promonocytów, a te z kolei przeistaczają się w monocyty. Proces przechodzenia CFU-M w monocyty trwa około 6 dni, podczas których zachodzą 2–3 podziały komórki. Powstałe w omówiony sposób monocyty dostają się do krwi, gdzie spędzają 2–3 dni.
Po opuszczeniu krwiobiegu różnicują się dalej, tworząc dwie populacje. Główną rolą jednej z nich jest prezentowanie antygenów, druga zaś specjalizuje się w fagocytozie – to właśnie makrofagi. W tej postaci żyją one 2–3 miesiące, nim zginą na skutek apoptozy.

## Budowa i podział
Makrofagi dzielą się dalej na dwie grupy: do jednej należą komórki osiadłe w tkankach, do drugiej – wędrujące. Wygląd komórki ma związek z przynależnością do jednej z tych populacji. Z drugiej strony makrofagi osiadłe pod wpływem stymulacji przeistaczają się w makrofagi wędrujące.
Makrofagi wędrujące są bardzo polimorficzne. Osiągają rozmiary większe od makrofagów osiadłych. Cechują się zmiennym kształtem, przypominają w tym względzie amebę z krótkimi, tępymi wypustkami. Potrafią tworzyć komórki wielojądrzaste zwane komórkami ciał obcych czy też wielojądrzastymi komórkami olbrzymimi.
Makrofagi osiadłe, czyli spoczynkowe, również cechuje znaczny polimorfizm. Mają długie i wąskie wypustki, odznaczają się nieznaczną ruchliwością. Ich jądra komórkowe są kształtu okrągłego bądź owalnego, zbite bardziej, niż u fibroblastów. Komórkę wypełnia kwasochłonna cytoplazma, uboga w organella komórkowe, z wyjątkiem lizosomów, których jest dużo, tak pierwotnych, jak i wtórnych.
Makrofagi tkankowe podzielić można dalej na szereg różnych rodzajów komórek. Wymienia się wśród nich:
- histiocyty tkanki łącznej
- komórki Kupffera
- osteoklasty
- makrofagi narządów limfatycznych
- makrofagi ośrodkowego układu nerwowego
- makrofagi jam surowiczych
- makrofagi błon maziowych
- makrofagi płucne
- makrofagi sercowe[7][8]

Po aktywacji w makrofagach zachodzą zmiany dostrzegalne pod mikroskopem świetlnym. Zwiększa się ilość siateczki śródplazmatycznej szorstkiej, lepiej rozwinięty jest ich aparat Golgiego, jak też lizosomy. Użycie mikroskopu elektronowego ujawnia dalsze szczegóły. Ich błona komórkowa tworzy liczne wypustki – mówi się o niespokojnej powierzchni. Funkcja tychże wiąże się z fagocytozą i ruchem. Z kolei w obwodowej cytoplazmie uwidaczniają się liczne filamenty aktynowe, filamenty pośrednie oraz mikrotubule.
Pomimo opisanych wyżej cech rozróżnienie makrofagów od innych leukocytów dzięki zwyczajnej mikroskopii optycznej przedstawia trudności. Stosuje się więc pewne specjalne techniki. Wykorzystanie reakcji histochemicznych ujawniających kwaśne hydrolazy pozwala zabarwić lizosomy. Można też uwidocznić receptory błonowe – w wypadku makrofagów będą to receptory dla Fc immunoglobulin, dopełniacza, cytokin (IFN, IL-2) –– bądź inne specyficzne antygeny powierzchniowe.

## Funkcja

Neutralizacja patogenu przez lizosomy makrofaga:
a. Fagocytoza patogenu (1) i uformowanie fagosomu (2).
b. Fuzja błon lizosomów (3) z fagosomem, wytworzenie fagolizosomu, rozkład patogenu przez enzymy.
c. Zniszczony patogen (4) jest wydalany przez błonę komórkową (6).

Komórki te uczestniczą w mechanizmach obronnych organizmu. Makrofagi wraz z granulocytami zaliczają się do komórek żernych. To właśnie one, w razie inwazji drobnoustrojów, pierwsze docierają na miejsce.

### Chemotaksja
Makrofagi przemieszczają się dzięki czynnikom chemotaktycznym, do których zaliczają się metabolity bakterii, produkty limfocytów, pewne składniki dopełniacza, ikozanoidy, produkty rozpadu komórek. Dzięki niemu nie poruszają się bezładnie, ale w kierunku działającego nań bodźca.

### Aktywacja
Aby w pełni rozwinąć swe właściwości cytotoksyczne, komórki żerne muszą ulec aktywacji. Substancje aktywujące makrofagi dzielą się na dwie grupy: do pierwszej zalicza się wytwory bakterii oddziałujące z receptorami rozpoznającymi wzorce, druga to cytokiny produkowane przez limfocyty T oraz komórki tuczne. Cytokiną najsilniej aktywującą makrofagi jest interferon γ. Współdziałają z nim różne inne czynniki. IFN-γ wzmaga ekspresję receptorów dla czynników, wśród których wymienia się czynnik zahamowania migracji makrofagów (MIF), GM CSF, IL-2, IL-4, CCL2, CCL3, M-CSF, TNF. Czynniki te mogą także działać bez pomocy interferonu γ. Dzięki temu tworzą się makrofagi aktywowane.
Aktywacja polega na zmianach biochemicznych w postaci zwiększenia aktywności enzymów oraz innych białek uczestniczących w cytotoksyczności, zachodzą też zmiany w budowie komórki (rozwój szorstkiej siateczki, aparatu Golgiego, lizosomów, nierównej powierzchni).
Makrofagi po aktywacji nie tylko cechują się większymi zdolnościami fagocytarnymi i pinocytarnymi, ale także syntezują i uwalniają większe ilości mediatorów, w tym cytokin. Ich lizosomy produkują enzymy, stosownie do fagocytowanej treści – zawartość enzymów w lizosomach rośnie. Wzrastają bakteriobójcze właściwości komórki. Rośnie cytotoksyczność w stosunku do komórek neoplazmatycznych. Ponadto makrofagi po aktywacji lepiej prezentują antygeny limfocytom T. Aktywniej reagują na czynniki chemotaktyczne, ale też lepiej przylegają do podłoża.
Istnieją też negatywne regulatory aktywacji makrofagów. Zaliczają się do nich PPAR-γ, ulegający up-regulacji w aktywowanych makrofagach i redukujący ekspresję genów indukowanej syntazy NO, gelatynazy B i receptora zmiatacza A na drodze interferencji z działaniem czynników transkrypcyjnych AP-1, STAT i NF-κB.

#### Alternatywna aktywacja
W wyniku oddziaływania IL-4, IL-13 i IL-21 związanych przede wszystkim z limfocytami Th2 makrofagi uzyskują fenotyp 2. Indukowaną przez nie odpowiedź zapalną charakteryzuje naciekanie dużej ilości eozynofili. Ogólnie makrofagi te określa się jako "przeciwzapalne" – nadmierna degradacja antygenów powoduje, że mają niską skuteczność w prezentowaniu antygenu. Produkują w szczególności przeciwzapalną IL-10. W makrofagach typu 2 głównym szlakiem metabolizmu argininy jest powstawanie ornityny w reakcji katalizowanej przez arginazę, co powoduje syntezę poliamin i proliny, co sprzyja odbudowanie tkanek poprzez zwiększenie substratów do produkcji kolagenu i białek macierzy pozakomórkowej.

### Wydzielane substancje
Makrofagi syntetyzują i wydzielają liczne substancje, które można podzielić na kilka grup.
Do interleukin pochodzenia makrofagowego zaliczają się IL-1, IL-4, IL-6, IL-8, IL-10, IL-12. Razem z TNF oraz czynnikami wzrostu PDGF, FGF i TGF należą do regulatorów czynności innych komórek. Z kolei IFN i erytropoetyna stanowią czynniki wzrostu i różnicowania. Inne białka wydzielane przez makrofagi to kwaśne hydrolazy lizosomowe, proteazy obojętne, jak elastaza czy kolagenaza, aktywator plazminogenu, lizozym (rzadko), enzymy rozkładające proteoglikany, pewne składniki dopełniacza, inhibitory proteaz. Makrofagi tworzą też eikozanoidy takie, jak prostaglandyny i leukotrieny. Spośród związków niskocząsteczkowych tworzą też nadtlenek wodoru, tlenek azotu oraz wolne rodniki.
Tylko część z tych substancji jest magazynowana. Chodzi tu głównie o lizosomalne enzymy.
Wiele produktów makrofagi syntetyzują jedynie doraźnie na skutek aktywacji i zaraz wydzielają z komórki.

### Fagocytoza
Makrofagi fagocytują i następnie trawią to, co wchłoną. Zdolne są do fagocytozy zarówno niespecyficznej, jak i specyficznej. Ta pierwsza zdarza się jednak rzadko. Dotyczyć może na przykład pyłu pożeranego w płucach przez makrofagi płucne. Fagocytoza specyficzna wymaga już udziału specjalnych receptorów błonowych rozpoznających cząsteczki na powierzchni pochłanianej treści, np. reszty węglowodanowe pokrywające komórki bakteryjne czy też immunoglobuliny, zazwyczaj klasy IgG, oraz składniki dopełniacza, jak C3. Tak więc komórkę patogenu najpierw pokryć mogą przeciwciała czy składniki dopełniacza w procesie opsonizacji, a następnie dzięki receptorom dla tych immunoglobulin czy dopełniacza zostanie ona sfagocytowana przez makrofag. Proces ten nazywa się immunofagocytozą. Zwiększa się dzięki niemu zarówno wydajność, jak i specyficzność fagocytozy. Z kolei pochłanianie własnych martwych komórek odbywa się podobnie, z tym że otacza je fibronektyna.
Po wchłonięciu sfagocytowana treść może ulec całkowitemu rozkładowi lub też zostać rozłożona tylko częściowo, a następnie zostać zaprezentowana limfocytom.
Generalnie makrofagi gorzej od neutrofili radzą sobie z zabijaniem bakterii. Rzadko posiadają lizozym, mają mniej peroksydazy w swym szorstkim retikulum. Enzymy lizosomów nie muszą być magazynowane, pod wpływem kompleksu antygen-przeciwciało czy dopełniacza mogą zostać uwalniane z komórki. Dzieje się tak również podczas próby zwalczenia patogenu zbyt dużego, by dał się sfagocytować.